# 比興 (德國)
比兴（德語：Büchen，發音：[ˈbyːçn̩] ⓘ）是德国石勒苏益格-荷尔斯泰因州劳恩堡公国县的市镇，面积16.85平方千米，2023年12月31日人口为6,718人。